# Trzeboszowice (przystanek kolejowy)
Trzeboszowice – przystanek osobowy na zlikwidowanej linii nr 259 Otmuchów - Dziewiętlice, w miejscowości Trzeboszowice, w województwie opolskim, w powiecie nyskim, w gminie Paczków, w Polsce.
Przystanek znajdował się w oddaleniu od wsi niemal w połowie drogi między Trzeboszowicami a Ratnowicami. Teren przystanku stanowił plac utworzony po wyrównaniu terenu, utwardzony kostką brukową na niewielkim obszarze. Krawędzie peronowe były wzmocnione kamieniami tylko na niewielkiej długości. Przystanek nie posiadał zabudowań.
Obecnie teren byłego przystanku kolejowego jest nieużytkiem i porastają drzewa i krzewy.